# Islanders de Capital District
Pour les articles homonymes, voir Islanders.
Les Islanders de Capital District sont une franchise professionnelle de hockey sur glace de la Ligue américaine de hockey qui a existé de 1990 à 1993.

## Histoire
Quand la Ligue internationale de hockey décide de s'étendre à l'Est des grands lacs en créant l'équipe des Choppers d'Albany, la LAH réplique en installant une nouvelle équipe, en plus de l'équipe locale, les Red Wings de l'Adirondack dans la région. La nouvelle franchise tient son nom de sa nouvelle affiliation avec les Islanders de New York qui stoppent leur collaboration d'alors avec les Indians de Springfield. En raison de la guerre des prix et des affluences qui suit, les Choppers cessent leurs activités au cours de la saison.
Au cours des trois années d'existence de la franchise entraînée par Robert Goring, la meilleure saison des Islanders de Capital District est celle de 1992-1993 où ils terminent à la 3e place de leur division, étant éliminés au 1er tour des séries éliminatoires par les Red Wings de l'Adirondack.
En 1993, le propriétaire des Islanders vend la franchise. Le nouvel acquéreur renomme l'équipe River Rats d'Albany, change son affiliation pour les Devils du New Jersey et la déménage dans la Knickerbocker Arena, patinoire où évoluent les Choppers en 1990.

## Statistiques
| No | Saison    | PJ | V  | D  | N  | BP  | BC  | Pts | Classement | Séries éliminatoires | Entraîneur    |
| -- | --------- | -- | -- | -- | -- | --- | --- | --- | ---------- | -------------------- | ------------- |
| 1  | 1990-1991 | 80 | 28 | 43 | 9  | 284 | 323 | 65  | 7e South   | Non qualifiés        | Robert Goring |
| 2  | 1991-1992 | 80 | 32 | 37 | 11 | 261 | 289 | 75  | 4e North   | Éliminés au 1er tour | Robert Goring |
| 3  | 1992-1993 | 80 | 34 | 34 | 12 | 280 | 285 | 80  | 3e North   | Éliminés au 1er tour | Robert Goring |